# Stowe (Shropshire)
Pour les articles homonymes, voir Stowe.
Stowe est une paroisse civile et un village du Shropshire, en Angleterre.